# ジョン・テート
ジョン・テート（John Tate、1955年1月29日 - 1998年4月9日）は、プロボクサー。アメリカ合衆国出身。元WBA世界ヘビー級王者。

## 来歴
1977年、プロデビュー。
1979年、空位のWBA世界ヘビー級王座をゲリー・コーツィーと争い、判定勝ちで獲得。
1980年、マイク・ウィーバーに15ラウンドKO負けし、王座から陥落した。
1990年、引退。
1996年、窃盗容疑で逮捕。
1998年、交通事故で死去。
戦績 37戦34勝(24KO)3敗